# Вільнюський саміт НАТО 2023
Вільнюський саміт НАТО 2023 — саміт НАТО, який відбувся 11-12 липня 2023 року у м. Вільнюсі, столиці Литви. Проведення саміту НАТО 2023 було офіційно запропоновано під час Мадридського саміту 2022 року, а його дати було визначено станом на 9 листопада 2022 року.

## Передумови
Президент України Володимир Зеленський у своєму зверненні до Сейму Литви у січні 2023 року назвав саміт доленосним.
Ще в лютому 2023 року і Швеція, і Фінляндія сподівалися, що Угорщина та Туреччина здійснять необхідні ратифікації документів для прийняття їх до членства.

## Учасники

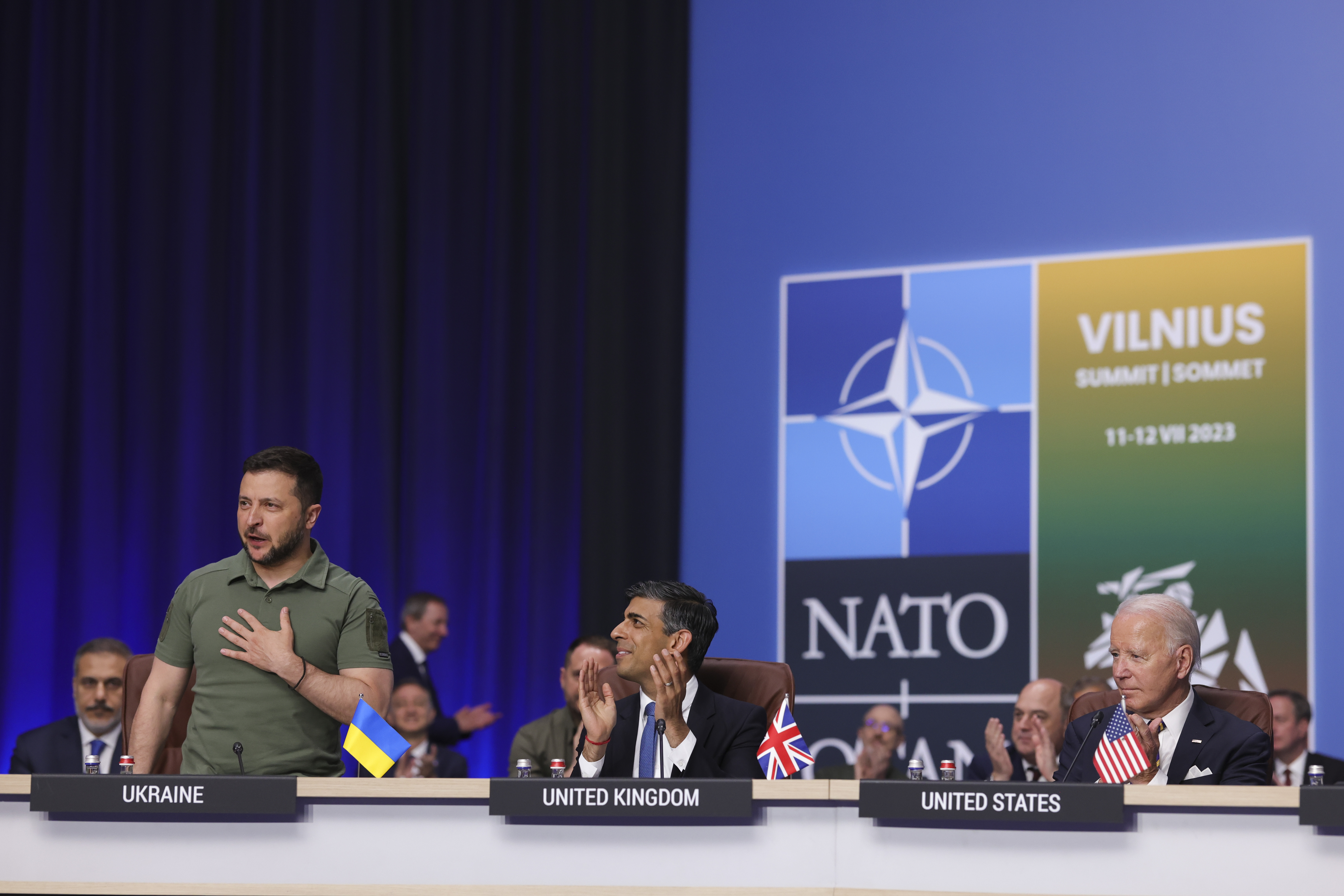
Президент Зеленський на саміті.

|  | Не член НАТО |

| Країна             | Країна             | Лідер                | Посада              |
| ------------------ | ------------------ | -------------------- | ------------------- |
| Австралія          | Австралія          | Ентоні Албанізі      | Прем'єр-міністр     |
| Албанія            | Албанія            | Еді Рама             | Прем'єр-міністр     |
| Бельгія            | Бельгія            | Александер де Кроо   | Прем'єр-міністр     |
| Болгарія           | Болгарія           | Николай Денков       | Прем'єр-міністр     |
| Велика Британія    | Велика Британія    | Ріші Сунак           | Прем'єр-міністр     |
| Греція             | Греція             | Кіріакос Міцотакіс   | Прем'єр-міністр     |
| Данія              | Данія              | Метте Фредеріксен    | Прем'єр-міністр     |
| Естонія            | Естонія            | Кая Каллас           | Прем'єр-міністр     |
| Іспанія            | Іспанія            | Педро Санчес         | Прем'єр-міністр     |
| Італія             | Італія             | Джорджа Мелоні       | Премʼєр-міністр     |
| Канада             | Канада             | Джастін Трюдо        | Премʼєр-міністр     |
| Литва              | Литва              | Ґітанас Науседа      | Президент           |
| Люксембург         | Люксембург         | Ксав'є Бетель        | Прем'єр-міністр     |
| Нідерланди         | Нідерланди         | Марк Рютте           | Прем'єр-міністр     |
| Німеччина          | Німеччина          | Олаф Шольц           | Федеральний канцлер |
| Нова Зеландія      | Нова Зеландія      | Кріс Гіпкінс         | Прем'єр-міністр     |
| Норвегія           | Норвегія           | Йонас Гар Стьоре     | Прем'єр-міністр     |
| Південна Корея     | Південна Корея     | Юн Сок Йоль          | Президент           |
| Північна Македонія | Північна Македонія | Димитар Ковачевський | Прем'єр-міністр     |
| Польща             | Польща             | Анджей Дуда          | Президент           |
| Португалія         | Португалія         | Антоніу Кошта        | Прем'єр-міністр     |
| Румунія            | Румунія            | Клаус Йоганніс       | Президент           |
| Словаччина         | Словаччина         | Зузана Чапутова      | Президент           |
| Словенія           | Словенія           | Роберт Голоб         | Прем'єр-міністр     |
| США                | США                | Джо Байден           | Президент           |
| Туреччина          | Туреччина          | Реджеп Тайїп Ердоган | Президент           |
| Угорщина           | Угорщина           | Віктор Орбан         | Прем'єр-міністр     |
| Україна            | Україна            | Володимир Зеленський | Президент           |
| Фінляндія          | Фінляндія          | Саулі Нійністе       | Президент           |
| Франція            | Франція            | Емманюель Макрон     | Президент           |
| Хорватія           | Хорватія           | Зоран Міланович      | Президент           |
| Чехія              | Чехія              | Петр Павел           | Президент           |
| Чорногорія         | Чорногорія         | Яков Мілатович       | Президент           |
| Швеція             | Швеція             | Ульф Крістерссон     | Прем'єр-міністр     |
| Японія             | Японія             | Фуміо Кішіда         | Прем'єр-міністр     |

## Підсумки саміту
11 липня 2023 року, саміт НАТО у Вільнюсі ухвалив рішення щодо України, як країни яка стане членом Альянсу без ПДЧ.
Того ж дня, 11 липня 2023 року, НАТО опублікувало текст підсумкового комюніке саміту лідерів країн-членів Північноатлантичного альянсу у Вільнюсі. Документ складається із 90 пунктів, в тому числі з найважливіших наративів, які стосуються України: 
- Альянс погодився прибрати план дій щодо членства в НАТО, але поки що не дав запрошення для вступу;
- У 5 пункті йдеться про те, що Російська Федерація є найбільш значною і безпосередньою загрозою безпеці союзників, а також миру і стабільності в євроатлантичному регіоні;
- У 7 пункті сказано, що РФ несе повну відповідальність за незаконну, нічим не виправдану і неспровоковану агресивну війну проти України;
- В 11 пункті йдеться, що НАТО підтверджує зобов'язання, взяте на саміті 2008 року в Бухаресті, про те, що Україна стане членом Альянсу;
- 12 пункт роз'яснює, як функціонуватиме новостворена Рада Україна-НАТО, її учасники будуть рівноправними членами і вирішуватимуть завдання на шляху вступу України до Альянсу, а міністри закордонних справ країн НАТО регулярно оцінюватимуть прогрес України в рамках адаптованої річної національної програми;
- 23 пункт – присвячений Китаю: "Заявлені КНР амбіції та політика примусу кидають виклик нашим інтересам, безпеці та цінностям. Ми, як і раніше, відкриті для конструктивної взаємодії з КНР, зокрема для забезпечення взаємної прозорості з метою захисту інтересів безпеки Альянсу";
- У 25 пункті НАТО закликає Китай засудити війну РФ проти України;
- У 84 пункті – йдеться окремо про Іран, а саме НАТО закликає Іран припинити передавати Росії дрони. Також Іран закликали припинити захоплення морських суден.

В документі також нагадують про підрив росіянами Каховської гідроелектростанції, що, як сказали в НАТО, "підкреслює жорстокі наслідки війни, розпочатої Росією". В Альянсі заявили, що Білорусь та Іран також повинні припинити свою допомогу РФ і повернутися до дотримання міжнародного права. Ще частина пунктів присвячена тому, що союзники з НАТО підтримують кінцеву мету світу без ядерної зброї. У цьому контексті знову згадується Китай, який "швидко розширює та диверсифікує свій ядерний арсенал". Також згадуються Іран і КНДР. У документі Альянсу йдеться, що НАТО також підтверджує підтримку територіальної цілісності і суверенітету Грузії. Підтримує право Грузії самостійно визначати своє майбутнє і курс зовнішньої політики без втручання ззовні. Альянс закликає Росію вивести війська з Грузії. Той самий заклик до РФ є і в пункті комюніке про Молдову.

## Реакція світової спільноти
В період з 2 по 12 липня 2023 року у більше, ніж 20 країнах світу відбулися 33 масові демонстрації у рамках кампанії під назвою UkraineNATO33rd.
Ці демонстрації були спрямовані на підтримку офіційного запрошення України в ході Вільнюського саміту НАТО, який відбувся 11-12 липня у столиці Литви, стати 33-м членом Північноатлантичного альянсу. Мітинги у рамках кампанії пройшли у таких містах, як Аугсбург, Барселона, Берлін, Брюссель, Братислава, Бухарест, Варшава, Гельсінкі, Дублін, Загреб, Копенгаген, Лісабон, Лондон, Лос-Анджелес, Любляна, Мілан, Мюнхен, Осло, Париж, Рим, Стамбул, Стокгольм, Таллінні, Торонто, Філадельфія, Чикаго. Учасники кампанії закликали всіх небайдужих громадян різних країн вийти на вулицю і продемонструвати свою підтримку Україні, при тому використовуючи хештег #UkraineNATO33rd та гасла "Ukraine deserves NATO membership now та Ukraine is welcome in NATO".